# Igor Medved
Igor Medved (* 9. März 1981 in Ljubljana) ist ein ehemaliger slowenischer Skispringer.

## Werdegang
Sein erstes internationales Springen absolvierte Medved am 6. Januar 2001 beim Weltcup-Springen in Bischofshofen. Er beendete das Springen auf der Großschanze auf dem 37. Platz. Zwei Wochen später stand er im Teamaufgebot für das Weltcup-Springen in Park City und wurde im Teamspringen gemeinsam mit Peter Žonta, Damjan Fras und Jure Radelj überraschend Vierter noch vor dem Team aus Deutschland. Bei dem darauf folgend stattfindenden Einzelspringen auf der Großschanze konnte Medved mit Platz 16 erstmals Weltcup-Punkte gewinnen. Bei der Nordischen Skiweltmeisterschaft 2001 im finnischen Lahti sprang er auf der Normalschanze auf den 31. und auf der Großschanze auf den 32. Platz.  Am 9. März 2001 sprang er mit dem 3. Platz erstmals aufs Podium. Auch zum Skifliegen zum Saisonende in Planica konnte er mit Platz 6 überzeugen. Im Sommer-Grand-Prix 2001 konnte er nach zwei Ergebnissen außerhalb der Top 10 am Ende den 7. Platz in der Gesamtwertung erreichen. Am 2. März 2002 konnte er beim Teamspringen im Weltcup mit dem Team gemeinsam mit Primož Peterka, Robert Kranjec und Peter Žonta den 2. Platz hinter Finnland erreichen und stand damit zum zweiten Mal in seiner Karriere auf dem Podium. Zudem war der 2. Platz für das slowenische Team die beste Platzierung für Jahre. Bis heute konnte kein slowenisches Team diesen Erfolg wiederholen. Bei der eine Woche später stattfindenden Skiflug-Weltmeisterschaft 2002 in Harrachov  erreichte Medved den 20. Platz. Ab 2002 begann Medved vermehrt im Continental Cup zu springen. Ab der Saison 2003/04 sprang er ausschließlich im Continental Cup und wurde aus dem A-Nationalkader gestrichen. Nachdem er aber auch im Continental Cup keine nennenswerten Erfolge mehr erzielen konnte, beendete er 2006 seine internationale Springerkarriere.

## Statistik

### Weltcup-Platzierungen
| Saison  | Platz | Punkte |
| ------- | ----- | ------ |
| 2000/01 | 24.   | 179    |
| 2001/02 | 40.   | 069    |
| 2002/03 | 57.   | 025    |

### Grand-Prix-Platzierungen
| Saison | Platz | Punkte |
| ------ | ----- | ------ |
| 2001   | 07.   | 213    |
| 2002   | 37.   | 024    |

### Vierschanzentournee-Platzierungen
| Saison  | Platz | Punkte |
| ------- | ----- | ------ |
| 2000/01 | 74.   | 044    |
| 2001/02 | 47.   | 269    |
| 2002/03 | 51.   | 190    |